# 小行星3529
小行星3529（3529 Dowling）是一颗绕太阳运转的小行星，为主小行星带小行星。该小行星于1981年3月2日发现。

## 轨道参数
小行星3529的轨道半长轴为2.3812063 UA，离心率为0.185。